# 加茂語
加茂语是黎语的一个分支，是黎族的一支加茂人所使用，主要使用于海南省的保亭县的黎族人聚居区，虽然加茂语是黎语的一个分支，但加茂语于黎语之间内部差异极大，基本上无法听懂，也无法通话。

## 外部連結
- 加茂語單詞列表（維基詞典）